# Стара Гора при Шентиљу
Стара Гора при Шентиљу (словен. Stara Gora pri Šentilju) је насељено место у општини Шентиљ, Подравска регија, Словенија.

## Историја
До територијалне реорганизације у Словенији била је у саставу старе општине Песница.

## Становништво
У попису становништва из 2011. године, Стара Гора при Шентиљу је имала 98 становника.
| Број становника према пописима | Број становника према пописима | Број становника према пописима |
| ------------------------------ | ------------------------------ | ------------------------------ |
| 1991                           | 2002                           | 2011                           |
| 97                             | 86                             | 98                             |

Напомена: До 1953. исказивано под именом Стара Гора.